# Канілаі
Канілаі (англ. Kanilai) — селище на півдні Гамбії. Входить до складу округу Західний район. Станом на 2010 рік населення Канілаі становить 836 осіб.
Населений пункт найбільше відомий як батьківщина теперішнього президента Гамбії — Яйї Джамме. Там збудовано його резиденцію, а також реслінгову арену, гейм-парк і невеличкий зоопарк.
| Гамбія | Це незавершена стаття з географії Гамбії. Ви можете допомогти проєкту, виправивши або дописавши її. |